# Lunca Siretului Inferior (sit SCI)
Lunca Siretului Inferior este o arie protejată (arie specială de conservare — SAC, sit de importanță comunitară — SCI) din România, desemnată în scopul protejării biodiversității și menținerii într-o stare de conservare favorabilă a florei spontane și faunei sălbatice, precum și a habitatelor naturale de interes comunitar aflate în arealul zonei de protecție. Aceasta se întinde pe o suprafață de 24.980,6 ha, integral pe uscat.

## Localizare
Aria naturală se întinde pe teritoriile administrative ale județelor Bacău (Urechești), Brăila (Măxineni, Siliștea, Vădeni), Galați (Braniștea, Cosmești, Șendreni, Fundeni, Independența, Ivești, Liești, Movileni, Nămoloasa, Nicorești, Piscu, Poiana, Slobozia Conachi, Șendreni, Tudor Vladimirescu, Umbrărești) și Vrancea, (Biliești, Garoafa, Homocea, Nănești, Măicănești, Adjud, Mărășești, Ploscuțeni, Pufești, Ruginești, Suraia, Vânători, Vulturu. Centrul sitului Lunca Siretului Inferior este situat la coordonatele 45°52′42″N 27°16′13″E / 45.87839°N 27.270253°E.

## Înființare
Lunca Siretului Inferior (ROSCI0162) a fost declarat sit de importanță comunitară în decembrie 2007 pentru a proteja 18 specii de animale aflate în arealul zonei. Acesta a fost protejat și ca arie specială de conservare în mai 2022 Situl include ariile naturale: Balta Tălăbasca și Pădurea Neagră.

## Biodiversitate
Situată în ecoregiunea continentală și stepică a câmpiei și bazinului inferior al Siretului, aria protejată conține 8 habitate naturale: Cursuri de apă din zonele de câmpie, până în cele montane, cu vegetație din Ranunculion fluitantis și Callitricho - Batrachion, Râuri cu maluri nămoloase, cu vegetație din Chenopodion rubri p.p. și Bidention p.p, Comunități de lizieră cu ierburi înalte higrofile de la câmpie și din etajul montan până în cel alpin,  Pajiști aluviale ale văilor râurilor din Cnidion dubii , Păduri aluviale cu Alnus glutinosa și Fraxinus excelsior (Alno - Padion, Anion incanae, Salicion albae), Păduri ripariene mixte cu Quercus robur, Ulmus laevis, Fraxinus excelsior sau Fraxinus angustifolia, din lungul marilor râuri (Ulmenion minoris), Păduri stepice euro-siberiene cu Quercus spp. și Zăvoaie cu Salix alba și Populus alba.
La baza desemnării sitului se află 18 specii faunistice ocrotite la nivel european sau aflate pe lista roșie a IUCN; astfel: 
- mamifere (2): vidra de râu (Lutra lutra)[5], popândăul european (Spermophilus citellus)[6];
- amfibieni (2): buhaiul de baltă cu burtă roșie (Bombina bombina)[7], tritonul cu creastă (Triturus cristatus)[8];
- nevertebrate (2): rădașcă (Lucanus cervus), o moluscă din specia Vertigo angustior;
- pești (11): avat (Aspius aspius), zvârlugă (Cobitis taenia Complex), răspăr (Gymnocephalus schraetzer), țipar (Misgurnus fossilis), sabiță (Pelecus cultratus), boarță (Rhodeus amarus), porcușor de nisip (Romanogobio kesslerii), porcușor de șes (Romanogobio vladykovi), șărpan (Sabanejewia vallachica), fusar (Zingel streber), pietrar (Zingel zingel);
- reptile (1): țestoasa de baltă (Emys orbicularis).[3]

Pe lângă speciile aflate la baza desemnării sitului, pe teritoriul acestuia au mai fost identificate două specii rare din fauna sălbatică a  României: pisică sălbatică (Felis silvestris) și orbete (Nannospalax leucodon).

## Căi de acces
- Drumul european E87 pe ruta Constanța - Tulcea - Galați - Movileni - Șendreni.
- Drumul național DN11A: Onești - Ștefan cel Mare, Bacău - Negoiești - Căiuți - Cornățel - Urechești - Adjud.